# Kriminologi
 Der er for få eller ingen kildehenvisninger i denne artikel, hvilket er et problem. Du kan hjælpe ved at angive troværdige kilder til de påstande, som fremføres i artiklen.

Kriminologi er det videnskabelige studium af omfanget af, forebyggelsen af og baggrunden for kriminalitet samt behandlingen af kriminelle i retssystemet og andre institutioner især fængslet. Det omfatter bl.a. områder af adfærdsvidenskaberne, sociologi, psykologi, retsvidenskab, humaniora, statistik. Der er mange bud på den præcise definition af kriminologi.
Emnerne er bl.a. kriminel menneskelig adfærd, socialt afvigende adfærd i forbindelse med kriminalitet, samfundets reaktioner på kriminalitet og kriminogenese, dvs. årsagerne til kriminalitet. Kriminologi fokuserer på de personer, som kommer i konflikt med loven. Kriminologi anvender såvel kvantitative metoder som kvalitative metoder; til de sidstnævnte metoder hører interviews og deltagende observation.
Blandt mellemkrigstidens kriminologer var Edwin Sutherland. Edwin Sutherland siger:
"Criminology includes the scientific study of making laws, breaking laws, and reacting toward the breaking of laws."

## Områder
- Kriminologisk psykologi
- Viktimologi

## Ekstern henvisning
- CRIMINOLOGY AS A FIELD OF STUDY Arkiveret 27. februar 2004 hos  Wayback Machine